# Karl Ludwig Krause
Karl Ludwig Krause (* 25. August 1870 in Tilsit; † 4. Februar 1936 in Toulon) war ein Münchener Kunsthändler und deutscher Pazifist, der während des Ersten Weltkriegs aus dem Schweizer Exil heraus Opposition gegen die Kriegspolitik des Deutschen Reichs betrieb.

## Lebensstationen

### Herkunft und frühes Leben
Sein Vater Karl Ludwig Krause (* 1849 in Tilsit; † 1921 in Kiel) war Baumeister, seine Mutter Sarah Emma Krause, geborene Werbalowski (* 1849; † 1926 in Schleswig), eine getaufte Jüdin. Er ging mit seiner Familie 1880 nach Libau in Russland und blieb dort bis 1887. Er machte danach eine kaufmännische Lehre und verbrachte eine Reihe von Jahren vornehmlich im Ausland. Er lebte ab 1896 in München, wo er als Kunsthändler tätig war. Im Jahr 1904 eröffnete er seine eigene Kunsthandlung in München in der Barer Str. 40a, wo er vor allem Bilder der Sezessionisten und der Künstlergruppe Die Scholle verkaufte. Er heiratete 1906 Margarete Deronco, 1906 und 1907 wurden die Söhne Edwin und Heinz geboren.

### Opposition gegen die deutsche Kriegspolitik
Krause war sehr frankophil und verbrachte viel Zeit in Frankreich und auch in Italien. Er stand dem Ausbruch des Ersten Weltkriegs mit großem Unverständnis gegenüber und kritisierte vor allem die Besetzung des neutralen Belgiens durch das Deutsche Reich. Er entschloss sich 1916, Deutschland zu verlassen und ließ sich in Genf nieder, um dort seine Gedanken niederzuschreiben. Er veröffentlichte im Januar 1917 ein Buch mit dem Titel „Wofür stirbt das deutsche Volk?“, das sich sehr kritisch mit der Kriegspolitik der Reichsregierung in Berlin auseinandersetzte. Dieses Buch wurde in Deutschland verboten, eine englischsprachige Übersetzung erschien 1918 in den USA.
Im Frühjahr 1917 veröffentlichte er unter dem Pseudonym Heinrich Sieger ein Buch mit dem Titel „Bayern und der Friede“. Er sah voraus, dass das Deutsche Reich und seine Verbündeten den Krieg nicht gewinnen können und empfahl in diesem Buch den Wechsel von den Hohenzollern zu den Wittelsbachern. Die Hohenzollern-Dynastie sollte abgesetzt und ein konstitutionelles Kaisertum der Wittelsbacher eingeführt werden. Dieses Deutschland sollte ein enges Bündnis mit Frankreich suchen. Karl Ludwig Krause sah Deutschland als Hauptverantwortlichen für den Krieg und begrüßte den Kriegseintritt der USA. Er setzte große Hoffnungen in den USPD-Politiker Karl Liebknecht (der 1919 ermordet wurde) und in den amerikanischen Präsidenten Woodrow Wilson. Er war auch einer der Ersten, die sich für den Gedanken einer europäischen Föderation aussprachen. In einer 1918 erschienenen Schrift sprach er sich für einen europäischen Zusammenschluss und die Relativierung der Nationalstaaten aus.
Anfang 1918 begann Karl Ludwig Krause als Redakteur für die Wochenzeitung Die Freie Zeitung in Bern zu arbeiten. Diese war eine Zeitung von Exildeutschen unter der Leitung des Diplomaten Dr. Hans Schlieben, der bis 1914 deutscher Konsul in Bern gewesen war, dann aber mit der Politik des Reiches gebrochen hatte. Zusammen mit anderen Oppositionellen brachte Schlieben erstmals im April 1917 diese Zeitung heraus. Dabei bekam er Unterstützung durch die französische und die britische Regierung sowie ab Ende 1917 vor allem von der Regierung in Washington. Andere Autoren waren die Schriftsteller Dr. Richard Grelling, Dr. Edward Stilgebauer, Hugo Ball (der Freund und spätere Biograph von Hermann Hesse), Hermann Fernau und Salomon Grumbach. Auch der spätere Tübinger Philosoph Ernst Bloch gehörte zum Kreis der Mitarbeiter.
Karl Ludwig Krause schrieb vom Januar 1918 bis zum Herbst 1919 über 32 Artikel für die Freie Zeitung und verfasste auch 1918 ein weiteres kritisches Buch, welches im Verlag Die Freie Presse in Bern erschien („Der doppelte Boden“). Im Januar 1919 schrieb er einen Entwurf für eine neue deutsche Verfassung. Im gleichen Jahr arbeitete er auch für das amerikanische Committee on Public Information (eine Art Propagandaeinrichtung der US-Regierung), welches in Bern eine Niederlassung hatte, die von der bekannten Suffragette Vira B. Whitehouse geleitet wurde. In dieser Funktion veröffentlichte er 1919 ein Buch mit Reden des amerikanischen Präsidenten Woodrow Wilson.
Seine publizistische Tätigkeit wurde von der Reichsregierung äußerst kritisch gesehen und er wurde in Abwesenheit des Hochverrats angeklagt, was bedeutete, dass sein Vermögen in Deutschland beschlagnahmt wurde und er in finanzielle Not geriet.

### Exil und Tod
Nach dem Krieg ging Karl Ludwig Krause im August 1919 nach München zurück und arbeitete bis 1933 erneut als Kunsthändler. Nach der Machtergreifung der Nationalsozialisten emigrierte er nach Frankreich, wo er sich zuletzt in Toulon aufhielt. Zeitweilig wurde er von dem deutschen Pazifisten und Friedensnobelpreisträger Ludwig Quidde unterstützt. Dieser befand sich selber in Genf im Exil und verfügte auch nur über begrenzte Mittel. Er gründete aber ein Hilfswerk um verarmte Emigranten zu unterstützen. Ludwig Quidde berichtete in einem 1938 in der Zeitschrift „Die Friedenswarte“ erschienenen Artikel über die Notlage vieler deutscher Emigranten und schilderte insbesondere die Lage und das Schicksal von Karl Ludwig Krause. Dieser hatte zu dem Zeitpunkt schon seinem Leben ein Ende gesetzt: Am 4. Februar 1936 hatte er in Toulon aus Verzweiflung Selbstmord begangen, nachdem er vom französischen Staat die Ausweisungsverfügung erhalten hatte.

## Weitere Beziehungen
Einer seiner Brüder – August Krause (1884–1948) – war ein Gewerkschafter und sozialdemokratischer Politiker während der Weimarer Zeit. Er war Mitglied des Landtags des Landes Oldenburg.
Eine seiner Enkeltöchter ist die bekannte amerikanische Kunstmalerin Evelyn Boren (geb. Krause).

## Weiterführende Literatur
- Hans Thimme: Weltkrieg ohne Waffen. Stuttgart 1932 (enthält ein Kapitel zu Karl Ludwig Krause, welches sehr kritisch mit ihm umgeht; das Buch ist in der Staatsbibliothek Berlin zu finden)
- Martin Korol: Dada, Präexil und die „Freie Zeitung“. Bremen, Tartu und Sofia 2001 (dies ist eine Dissertation der Universität Bremen, die man sich aus dem Internet herunterladen kann, sie enthält sehr viel Informationen zu Karl Ludwig Krause) Uni Bremen (PDF; 12,8 MB)
- Landry Charrier: L'émigration allemande en Suisse pendant la Grande Guerre, Genève 2015.
- Karl Ludwig Krause (pseudonym Heinrich Sieger): Bayern und der Frieden. Genf 1917 (das Buch ist in der Staatsbibliothek Berlin zu finden)
- Karl Ludwig Krause: Die Politik des doppelten Bodens. Bern 1918 (das Buch ist in der Staatsbibliothek Berlin zu finden)
- Karl Ludwig Krause: Wofür stirbt das deutsche Volk? Von einem Deutschen. Genf 1917 (das Buch ist in der Staatsbibliothek Berlin zu finden)
- Karl Ludwig Krause: Zum Aufbau Europas. Genf 1919 (das Buch ist in der Staatsbibliothek Berlin zu finden)
- Siegfried Unterberger, Felix Billeter und Ute Strimmer (Hrsg.): Die Scholle. Eine Künstlergruppe zwischen Secession und Blauer Reiter. München 2007
- Vira Whitehouse: A Year as a Government Agent. New York und London 1920 (das Buch gibt einen guten Hintergrund zur Emigrantenszene in Bern in den Jahren 1918–1919)